# Cristina Husmark Pehrsson
Cristina Maria Husmark Pehrsson (ur. 15 kwietnia 1947 w Uddevalli) – szwedzka polityk i pielęgniarka, parlamentarzystka, od 2006 do 2010 minister ds. ochrony socjalnej.

## Życiorys
Z wykształcenia dyplomowana pielęgniarka, pracowała w tym zawodzie od 1969 do 1997. Od 1992 do 1998 przewodniczyła gminnej komisji ds. opieki nad dziećmi i młodzieżą w Svalöv. Od 1996 jednocześnie zasiadała w radzie regionu Skania, reprezentując Umiarkowaną Partię Koalicyjną.
W 1998 po raz pierwszy uzyskała mandat deputowanej do Riksdagu z listy konserwatystów. Od tego czasu skutecznie ubiegała się o reelekcję na kolejne kadencje. Po wygranych przez centroprawicową koalicję wyborach parlamentarnych w 2006 objęła stanowisko ministra ds. ochrony socjalnej w Ministerstwie Zdrowia i Spraw Społecznych w gabinecie Fredrika Reinfeldta. Urząd ten sprawowała do 5 października 2010. W wyborach w 2010 uzyskała reelekcję do Riksdagu, w którym zasiadała do 2014.